# Aeroportul Internațional Kemerovo
Aeroportul Internațional Kemerovo (IATA: KEJ, ICAO: UNEE) este un aeroport din Kemerovo, Kemerovo Urban Okrug⁠(d), Regiunea Kemerovo, Rusia ce deservește zona Kemerovo. Aeroportul a fost tranzitat în 2021 de 564.033 de pasageri. A fost numit după Alexei Leonov.
Situat la o altitudine de 263 m, aeroportul dispune de 1 pistă și ocupă o suprafață de 39.000 m². Este operat de Novaport⁠(d).

## Infrastructură

### Piste
Aeroportul dispune de o singură pistă. Pista 05/23 are suprafața de beton și dimensiunile 3.200 m × 60 m. 